# شط ملة
 شط ملة منطقة تقع في العراق في محافظة كربلاء قضاء الهندية ناحية الخيرات، وهي منطقة زراعية يمر بها نهر شط ملة والتي سميت باسمه، تقطن هذه المنطقة مجموعة من العشائر العربية مثل البراجع والسادة الياسرية وشمر وكريط وغيرها من العشائر العربية تمتاز هذه المنطقة بزراعة النخيل وزراعة محاصيل مثل الشلب أي الرز والحنطة والشعير إضافة إلى التنباك.